# Gargaphia bimaculata
Gargaphia bimaculata är en insektsart som beskrevs av Parshley 1920. Gargaphia bimaculata ingår i släktet Gargaphia och familjen nätskinnbaggar. Inga underarter finns listade i Catalogue of Life.